# Bni Snous
Bni Snous  (in arabo بني سنوس‎?) è un centro abitato e comune rurale del Marocco situato nella provincia di Taounate, regione di Fès-Meknès. Conta una popolazione di 8 811 abitanti (censimento 2014).